# Dicranomyia (Idioglochina) lightfooti
Dicranomyia (Idioglochina) lightfooti is een tweevleugelige uit de familie steltmuggen (Limoniidae). De soort komt voor in het Afrotropisch gebied.